# 최진철
최진철 (崔眞喆, 1971년 3월 26일 ~ )은 대한민국의 전 축구 선수, 지도자이다.

## 개요
전라남도 진도군 출생으로 제주서초등학교, 제주중앙중학교, 오현고등학교를 졸업하고 숭실대학교 행정학 학사 학위를 받았다. 프로 생활 동안 전북 현대 모터스 한 팀에서만 뛰며 수비의 중심으로 활약하여 '전북의 방패'라는 별명을 얻었다.

## 클럽 경력
1996년 전북 현대 다이노스에 입단하여, 현역 은퇴를 선언할 때까지 전북 현대 모터스의 프랜차이즈 스타로서 활약하였다. 팀의 통산 FA컵 3회 우승 (2000년, 2003년, 2005년)과 1회 준우승 (1999년), 2006년 AFC 챔피언스리그 우승과 2002년 아시안 컵 위너스컵 준우승 등에 큰 공헌을 하였고, 2006년 K리그 최초로 팀을 FIFA 클럽 월드컵에 진출시키는데 공헌하였다. 2002년부터 2007년까지 연속으로 'K리그 올스타'에 선정되었고, 2007년 4월 1일 포항 스틸러스와의 하우젠 컵 3라운드 경기에서 프로 통산 300경기 출장 기록을 세웠다.
2007년 10월 19일 공식 은퇴를 선언하였고, 2008년 3월 15일 K리그 홈 개막전인 FC 서울과의 경기 하프타임에 은퇴식을 가져 공식적으로 은퇴하였다.

## 국가대표팀 경력
1997년 8월 10일 브라질와의 친선경기에서 데뷔하였으나, 이후로는 오랫동안 국가대표와는 인연이 없었다. 그러나 거스 히딩크가 대한민국 축구 국가대표팀 감독 부임한 이래로 최종수비수로 발탁되었고, 2002년 FIFA 월드컵에서 홍명보, 김태영과 함께 스리백의 한 축을 담당하여 대한민국의 월드컵 4강에 큰 공헌을 하였다. 2006년 FIFA 월드컵에서 예선 3차전 스위스전에서는 필리페 센데로스와 충돌하여 안면에 큰 부상을 입었음에도 불구하고, 붕대를 동여매고 경기에 계속 뛰는 투혼을 보여주기도 하였다.
당초 2004년 AFC 아시안컵이 끝난 뒤에 국가대표팀에서 은퇴할 의사를 밝혔으나, 요하네스 본프레레 감독의 요청으로 은퇴를 번복하였고, 2006년 FIFA 월드컵까지 활약한 뒤 공식적으로 은퇴하였다.

## 지도자 경력
2007년 은퇴 이후에 2008년 12월부터 K-리그 신생팀인 강원 FC의 코치를 맡게 되었다.
2013년부터 U-17 대표팀을 이끌었으며, 칠레에서 열린 2015년 FIFA U-17 월드컵에서 브라질, 기니를 차례로 꺾고 잉글랜드와 무승부를 기록하여, 조 1위로 16강에 진출하는 성적을 거두었다.
2015년 시즌 후 황선홍의 후임으로 포항 스틸러스의 10대 감독으로 부임하였지만, 하위 스플릿 진출이 확정된 후 성적부진에 대한 책임을 지고 2016년 9월 24일 자진 사퇴를 발표하였다.

## 경력 목록

### 선수 경력
- 1996년 ~ 2007년  전북 현대 모터스

### 국가대표팀 경력
- 2002년 FIFA 월드컵 대표
- 2004년 AFC 아시안컵 대표
- 2006년 FIFA 월드컵 대표

### 지도자 경력
- 2008년 ~ 2012년 강원 FC 코치
- 2013년 대한민국 U-13
- 2014년 ~ 2015년 대한민국 U-17 축구 국가대표팀
- 2016년 포항 스틸러스

## 수상 내역

### 개인
- 2002년 체육훈장 맹호장
- 2002년 자황컵 체육대상 남자 최우수상 수상
- 2002년 K-리그 베스트 11 선정
- 2003년 K-리그 베스트 11 선정
- 2006년 K-리그 베스트 11 선정
- 2006년 AFC 챔피언스리그 MVP
- 2007년 K-리그 대상 공로상 수상
- 2007년 제21회 스포츠서울 올해의 프로축구 대상 공로상 수상
- 2021년 SBS 연예대상 감독상 수상

### 클럽

#### 전북 현대 모터스
- FA컵 우승 3회 (2000년, 2003년, 2005년)
- FA컵 준우승 1회 (1999년)
- 대한민국 슈퍼컵 우승 1회 (2004년)
- 대한민국 슈퍼컵 준우승 2회 (2001년, 2006년)
- AFC 챔피언스리그 우승 1회 (2006년)
- 아시안 컵 위너스컵 준우승 1회 (2002년)

### 국가대표팀
- 2002년 FIFA 월드컵 4위

## 방송
- TV조선 《히딩크의 축구의 신》 (2018년)
- SBS 《골 때리는 그녀들》 (2021년 ~ 현재)

•fc구척장신 fc월드클라쓰 1기2기 fc탑걸1.2.3기 fc스트리밍 파이터 감독을 맡은 후 지금은 fc불나비 감독 맡고있다
- SBS 《골 때리는 외박》 (2022년)
- tvN 《전설이 떴다 군대스리가》 (2022년)

## 광고
- 2002년 ~ 2003년 현대자동차 뉴베르나
- 2010년 KT 남아공 월드컵 캠페인

## 홍보대사
- 2012년 교육과학기술부 스포츠 스타 명예체육교사
- 2016년 FIFA U-20 월드컵 코리아 2017 제주 홍보대사